# Osant intygande
Osant intygande är en brottsrubricering i svenska Brottsbalken för handlingen att i skriftligt dokument eller intyg ge osanna uppgifter om egen eller annans identitet eller andra falska uppgifter i avtal och dylikt. Det osanna intygandet döms till följd av den fara det falska beviset utgör, till böter eller fängelse i högst sex månader, såvitt inte den som begått brottet missbrukat sin tjänsteställning eller dylikt eller om brottet är särskilt grovt då maxstraffet är två år. Lagrummet finns bland menedsbrotten i Brottsbalken 15 kap 11§, samman med brukande av osann urkund som innebär att använda intyget ifråga. Till osant intygande räknas exempelvis vissa skattebrott.